# Довнары (Дзержинский район)
Довнары́ (бел. Даўнары́) — деревня в составе Добринёвского сельсовета Дзержинского района Минской области Беларуси. Деревня расположена в 25 километрах от Дзержинска, 37 километрах от Минска и 8 километрах от железнодорожной станции Фаниполь.

## Название
Название Довнары (бел. Даўнары́ (в Дзержинский р-н и Столбцовском р-н) и схожие Довнари́шки, Довна́рщина являются патронимическими топонимами, образованы от старолитовского Довгнорис.

## История
Известна с середины XVIII века, как деревня в Минском повете Минского воеводства Великого княжества Литовского, владение Радзивиллов. После второго раздела Речи Посполитой в 1793 году, в составе Российской империи. В 1800 году — 16 дворов, 104 жителя, собственность князя Доминика Радивила, в Минском уезде. В конце XIX век—начале XX века деревня находилась в составе Самохваловичской волости Минского уезда Минской губернии. В 1897 году, по данным первой всероссийской переписи в застенке Довнары — 13 дворов, 137 жителей, в 1917 году — 19 дворов, 109 жителей. 
С 9 марта 1918 года в составе провозглашённой Белорусской Народной Республики, однако фактически находилась под контролем германской военной администрации. С 1 января 1919 года в составе Советской Социалистической Республики Белоруссия, а с 27 февраля того же года в составе Литовско-Белорусской ССР, летом 1919 года деревня была занята польскими войсками, после подписания рижского мира — в составе Белорусской ССР.
С 20 августа 1924 года в составе Рубилковского сельсовета (который с 23 марта 1932 года по 14 мая 1936 года являлся национальным польским сельсоветом)  Самохваловичского района, с 18 января 1931 года в составе Койдановского района Минского округа. 15 марта 1932 года Койдановский район преобразован в Койдановский польский национальный район, который 26 июня был переименован в Дзержинский.  31 июля 1937 года Дзержинский национальный полрайон был упразднён, деревня Довнары перешла в состав Минского района Минского округа, с 20 февраля 1938 года — в составе Минской области. 4 февраля 1939 года Дзержинский район был восстановлен. В 1926 году, по данным первой всесоюзной переписи в деревне проживали 114 жителей, насчитывалось 22 двора. В годы коллективизации был организован колхоз.
В Великую Отечественную войну с 28 июня 1941 года до 7 июля 1944 года под немецко-фашистской оккупацией, во время войны на фронте погибли 13 жителей деревни. 
В 1960 году — 105 жителей, в 1991 году — 21 хозяйство, 44 жителей; входила в колхоз «Коминтерн». По состоянию на 2009 год в составе ОАО «Правда-Агро» (центр — д. Боровики). 28 мая 2013 года деревня была передана из состава упразднённого Рубилковского сельсовета в Добринёвский сельсовет.

## Население
| Численность населения (по годам) | Численность населения (по годам) | Численность населения (по годам) | Численность населения (по годам) | Численность населения (по годам) | Численность населения (по годам) | Численность населения (по годам) | Численность населения (по годам) | Численность населения (по годам) |
| 1800                             | 1897                             | 1909                             | 1917                             | 1926                             | 1960                             | 1991                             | 1999                             | 2004                             |
| -------------------------------- | -------------------------------- | -------------------------------- | -------------------------------- | -------------------------------- | -------------------------------- | -------------------------------- | -------------------------------- | -------------------------------- |
| 104                              | ↗137                             | ↘67                              | ↗109                             | ↗114                             | ↘105                             | ↘44                              | ↘31                              | ↗35                              |
| 2010                             | 2017                             | 2018                             | 2020                             | 2022                             |                                  |                                  |                                  |                                  |
| ↘31                              | ↘23                              | ↘20                              | ↘19                              | ↗22                              |                                  |                                  |                                  |                                  |